# 新五不政策
新五不政策是2001年5月28日中华民国总统陳水扁出訪瓜地馬拉時与記者茶敘期间拋出的關於臺灣海峽兩岸關係的政策。

## 内容
1. 軍售及過境絕不是對大陸挑釁。
2. 台灣政府絕不會錯估兩岸情勢。
3. 台灣是絕不是人家的棋子。
4. 台灣從不放棄改善兩岸關係、加強對話。
5. 兩岸共存共榮是兩岸努力目標，相信兩岸雖有競爭但不會有戰爭，相信大陸希望台灣變得更好。[2]

## 台湾解读
2001年6月1日，立法院法制局研究員向立綱认为，新五不政策乃2000年陳水扁上任總統以來，繼四不一沒有、統合論之後，對兩岸政策所提出的具體立場。公視新聞认为此举是对中共釋出善意。

## 中国大陆反应
2001年6月7日，《中国青年报》认为，新五不政策是“打着新思维的幌子”，其实仍是新瓶装旧酒，玩不出什么新花样。中新网刊文认为，所谓“善意”而无行动，全为口头作秀。《环球时报》认为幕僚柯承亨促成了相关政策。

## 拓展阅读
- https://www.dpp.org.tw/news/contents/3642